# 华山野丁香
华山野丁香（学名：Leptodermis huashanica）为茜草科野丁香属下的一个种。

## 扩展阅读
維基物種上的相關：华山野丁香